# St. Margarethen an der Sierning
St. Margarethen an der Sierning é um município da Áustria localizado no distrito de Sankt Pölten-Land, no estado de Baixa Áustria.